# Microsage olfersii
Microsage olfersii là một loài tò vò trong họ Ichneumonidae.